# Jozef Hermans
Jozef Hermans war ein belgischer Ruderer.

## Biografie
Jozef Hermans gewann bei den Europameisterschaften 1907 in Straßburg im Einer und im Doppelzweier jeweils die Silbermedaille. Bei den Olympischen Sommerspielen 1908 in London nahm er in der Einer-Regatta teil. In seinem Vorlauf unterlag Hermans dem späteren Silbermedaillengewinner Alexander McCulloch aus Großbritannien. Wenige Wochen später wurde er im Doppelzweier zusammen mit Xavier Crombet Europameister in Luzern. Es folgten zwei weitere EM-Bronzemedaillen 1909 im Einer und 1911 im Doppelzweier. 
1920 gehörte er zum Belgien-Achter, der bei den Europameisterschaften in Mâcon Silber gewann und auch wenig später bei den Olympischen Sommerspielen 1920 in Antwerpen teilnahm.